# Epoca della libertà svedese
L'Epoca della libertà svedese (friheitstiden in svedese) è il periodo che va dalla morte di Carlo XII di Svezia nel 1718 al colpo di Stato incruento di Gustavo III di Svezia nel 1772.

## Antefatti
Il passaggio di potere dal monarca al Parlamento è stato un effetto diretto della disastrosa Grande guerra del Nord.

Il mantenimento della monarchia assoluta di Carlo XII con la forza aveva causato molte vittime. Era spuntato un malcontento generale contro questa forma di governo, in particolare dai funzionari, che erano diventati la classe più influente della società svedese, a causa della caduta dell'aristocrazia e l'emergere dell'amministrazione centralizzata statale. Quello che li preoccupava, in particolare, è stato il fatto che l'equilibrio era stato rotto dall'assolutismo del re e del suo primo ministro Georg Heinrich von Görtz, che ha richiesto ulteriori sacrifici.
All'inizio del 1720 alla sorella di Carlo XII, Ulrica Eleonora (1718-1720), che era stata eletta regina di Svezia immediatamente dopo la sua morte, fu permesso di abdicare in favore del marito Federico, principe di Assia, che fu eletto re nel 1720 con il titolo di Federico I di Svezia; e la Svezia era, al tempo stesso, divenuta la più limitata delle monarchie. Tutto il potere era esercitato dal popolo rappresentato dal Riksdag degli Stati, che consisteva, come prima, di quattro elementi distinti: nobili, sacerdoti, borghesi e contadini. Gli interessi in conflitto e gelosie reciproche di questi quattro gruppi indipendenti hanno reso estremamente difficile il lavoro di legislazione. Nessuna misura poteva diventare legge fino a quando non otteneva l'assenso di almeno tre dei quattro Stati.
Ogni stato era governato dal suo talman, o presidente dell'assemblea, che ora è stato eletto all'inizio di ogni dieta, ma l'arcivescovo era, ex officio, talman del clero. Il Lantmarskalk, o il presidente della camera dei nobili, presiedeva la seduta quando gli stati erano riuniti nel Congresso e anche, in virtù del suo ufficio, il comitato segreto (Consiglieri del Re). Questo organismo, che consisteva di 50 nobili, 25 sacerdoti, 25 borghesi e molto eccezionalmente 25 contadini proprietari terrieri, possedeva durante la sessione del Riksdag non solo il potere esecutivo supremo, ma anche le funzioni supreme giudiziaria e legislativa. Ha preparato tutta la documentazione per il Riksdag, creato e deposto tutti i ministri, controllato la politica estera della nazione e ha sostenuto e spesso esercitato il diritto di soppiantare i tribunali ordinari della giustizia. Durante la pausa parlamentare, tuttavia, l'esecutivo rimase nelle mani del Riksråd.

## Il re perde potere a favore della dieta
La morte di Carlo XII e le controversie sul diritto al trono di Ulrica Eleonora assegnate alla dieta (Consiglio del Regno), acquisiti gli interessi dei funzionari, danno alla dieta stessa le mani libere per porre fine all'assolutismo delle costituzioni del 1719 e 1720. Il concetto di Stato monista, di cui l'assolutismo era un'espressione, è stato mantenuto, ma a vantaggio del Consiglio, al quale è stato riconosciuto un potere legislativo illimitato. La monarchia è stata mantenuta, ma solo come decorazione. Si deve aggiungere che vi hanno contribuito dei sovrani deboli come Federico I (1720-1751) e Adolfo Federico (1751-1771).
L'organo di governo effettivo era il Riksråd, che poteva votare in opposizione al re. Ma dal 1738 al riksråd è anche concesso il diritto di revocare la nomina dei consiglieri che non si adeguavano. I consiglieri del Riksråd divennero gli esecutori interpreti della volontà del Riksdag degli Stati (Ståndsriksdagen). L'assolutismo reale, o la sovranità, è stato sostituito dal potere degli Stati, o dal potere del Riksråd. La sovranità della dieta (come quella del re) ha segnato una differenza con la collaborazione e il controllo dei diversi poteri che avevano finito per caratterizzare il tipo di governo svedese. Essa era il risultato tuttavia di una concezione dello Stato che si è basata sull'esperienza storica nazionale, ma anche sulle teorie della sovranità popolare.
Il potere reale ispirava più la fiducia come prima, a causa degli eventi al tempo di Carlo XII. In risposta a questo l'aristocrazia ha ispirato una organizzazione burocratica dell'amministrazione, secondo la cornice della Costituzione del 1634, sotto gli ordini del Riksråd. Questa idea è stata attuata dal fatto che il documento di base costituzionale è stato chiamato "forma di governo" (Regeringsform) e l'organizzazione delle diverse amministrazioni è stata sancita nella costituzione per proteggerle. Ma il governo della reggenza di Carlo XI aveva anche minato la fiducia che può ispirare un Consiglio indipendente. Ciò vanificava l'efficace attuazione del programma dell'aristocrazia. All'epoca non abbiamo testimonianza di abuso di discrezionalità o di errori del Consiglio. È per questo motivo che quest'ultimo si è eretto come infallibile custode della tradizione del diritto svedese ed è stato incluso nel procedimento decisionale. Di conseguenza l'insieme dei poteri è andato al Riksdag a spese del Re e del Riksråd.
Il diritto di voto sotto il governo parlamentare durante l'epoca della libertà non era universale. Anche se i contadini tassati erano rappresentati in Parlamento, la loro influenza è proporzionatamente molto piccola mentre la gente comune senza proprietà imponibili non aveva diritto di voto.

## Il ritorno della monarchia assoluta
I maggiori benefici per la Svezia in questo periodo coincisero con la Presidenza del Consiglio della Corona di Arvid Horn.
La sconfitta nella Guerra russo-svedese (1741-1743) e nella partecipazione svedese alla Guerra dei sette anni minarono ulteriormente la forza del governo parlamentare.
Le divisioni tra le fazioni e la paralisi dell'istituzione prepararono, dopo l'ascesa del re Gustavo III di Svezia, il ritorno dell'assolutismo con l'aiuto delle diplomazie europee.